# 모정 (1955년 영화)
《모정》(영어: Love Is a Many-Splendored Thing)은 1955년 개봉한 미국의 로맨스 드라마 영화이다. 헨리 킹이 감독을 맡았으며, 중국계 의사 한쑤인의 자전격 소설 A Many-Splendoured Thing 가 영화의 원작이다. 배우 제니퍼 존스가 한쑤인 박사 역을 연기한다.